# Test Drive
Test Drive est une série de jeux vidéo de course créé en 1987.

## Série principale
- Test Drive : Amiga, Amstrad CPC, Apple II, Atari ST, Commodore 64, PC (DOS) (1987)
- Test Drive II : The Duel : Amiga, Amstrad CPC, Apple II, Atari ST, Commodore 64, Mega Drive, MSX, PC (DOS), Super Nintendo, ZX Spectrum (1989)
- Test Drive III : The Passion : PC (DOS) (1990)
- Test Drive 4 : PC (Windows), PlayStation (1997)
- Test Drive 5 : PC (Windows), PlayStation (1998)
- Test Drive 6 : Game Boy, PC (Windows), PlayStation (2000)
- Test Drive : Overdrive : PC (Windows), PlayStation 2, Xbox (2002)
- Test Drive : Eve of Destruction : PlayStation 2, Xbox (2004)
- Test Drive : Unlimited : PC (Windows), PlayStation 2, PSP, Xbox 360 (2006)
- Test Drive : Unlimited 2 : PC (Windows), PlayStation 3, Xbox 360 (2011)
- Test Drive : Ferrari Racing Legends : PC (Windows), PlayStation 3, Xbox 360 (2012)
- Test Drive Unlimited Solar Crown : PC (Windows), PS5, PS4, PC, Nintendo Switch, Xbox One, Xbox Series (2024)

## Série «Off-Road»
- Test Drive Off-Road : PC (Windows), PlayStation (1997)
- Test Drive 4X4 (Amérique du Nord : Test Drive Off-Road 2) : PC (Windows), PlayStation (1998)
- 4x4 World Trophy (Amérique du Nord : Test Drive Off-Road 3) : Game Boy Color, PC (Windows), PlayStation (1999)
- Test Drive Off-Road: Wide Open : PlayStation 2, Xbox (2001)

## Titres dérivés
- 24 Heures du Mans : Dreamcast, Game Boy Color, PC (Windows), PlayStation, PlayStation 2 (1999)
- Demolition Racer : PC (Windows), PlayStation (1999)
- Demolition Racer : No Exit : Dreamcast (2000)
- Test Drive Cycles : Dreamcast, Game Boy Color, PC (Windows), PlayStation (2000)
- Test Drive 2001 : Game Boy Color (2000)